# 신앙

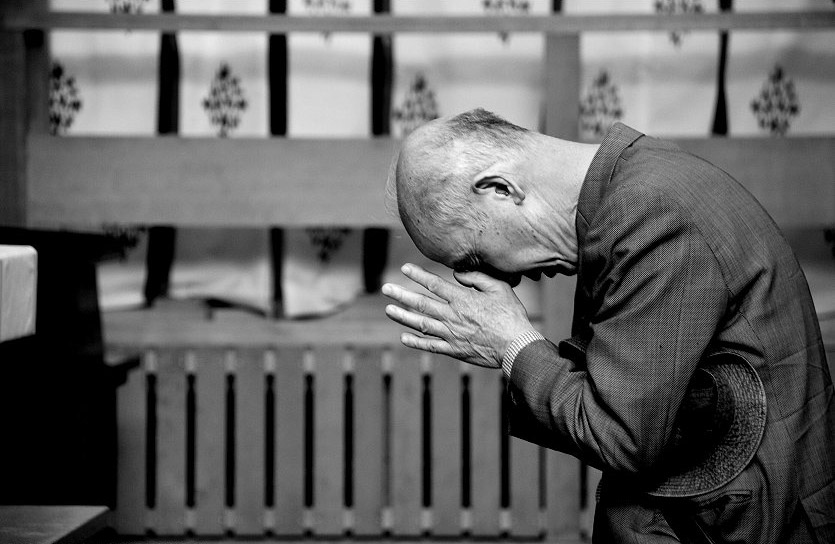

신앙(信仰, faith)이란 주로 종교의 맥락에서 신이나 특별한 교리, 가르침을 확신하거나 신뢰하는 믿음을 말한다.
종교적인 사람들은 종종 신앙을 스스로 인지한 보증과 증거에 기반한 확신으로 여기는 반면, 종교에 대해 회의적인 다른 사람들은 신앙을 단순히 증거 없는 믿음으로 생각하는 경향이 있다.
로마 세계에서 '신앙'(라틴어: fides)이라는 말은 신이나 신앙과 특별한 연관 없이 이해되었다. 대신, 가족에 대한 아버지, 손님에 대한 주인의 의미에서 자발적 의지와 자발적 억제라는 역설적인 상호 개념으로 이해되었으며, 이에 따라 일방은 해를 끼칠 수 있지만 그렇게 하지 않기로 선택한 당사자에게 고의로 항복하여 위임하거나 비밀을 털어 놓았다.
토마스 아퀴나스에 따르면 신앙은 “의지의 명령에 따라 진리에 동의하는 지성의 행위”이다.
종교는 고대부터 계시에 의존하지 않는 감각, 이성, 과학, 역사와 같은 일반적인 인간 경험을 사용하여 신성한 질문을 분석하는 자연 신학이라는 오랜 전통을 가지고 있다.

## 종교에 따른 구분

### 기독교
예수 천국 불신 지옥이라는 말로 상징되는 믿음이란 기독교에서 많이 사용하는 단어이다. 믿음은 반드시 대상이 있다. 기독교에서 믿음이란 예수에 대하여 단순히 "역사적 사실에 대한 지적으로 동의한다"는 의미가 아니라 지, 정, 의가 작용하는 신뢰를 말한다. 믿음이 성장할수록 "예수에 대한 신뢰가 온전하여지고, 삶의 안정감을 누릴 수 있다"고 한다. 믿음은 인간이 스스로 결정하기 보다는 "하느님 또는 하나님의 은혜의 선물로 이해해야 하며, 성령님으로 말미암아 마음에 거듭나서 예수를 구주로 믿음으로 구원을 받는다"고 한다.
한편 기독교에서 신앙 또는 믿음(faith)이란 낱말에 대한 정의에 관해서는 논란이 되곤 한다. 계통적 서술에 의하면 히브리서에 있는 "희망하는 것에 대한 확신, 보지 않은 것에 대한 확신"으로 본다. 대부분의 기독교 이론들이 역사적으로 이 성경적 서술을 따라왔다. 다른 아브라함계 종교와 마찬가지로 신에 대한 믿음을 포함하여 신이 그의 자비로운 의지, 또는 인간에 대한 계획 그리고 앞으로 다가올 세계에 대해 관리한다는 - 현실을 초월한 영역을 실제로 믿음을 포함한다.
기독교가 다른 아브라함계 종교와 구분되는 것은 예수의 역할에 초점을 맞추는 것과 그가 고난과 부활이 예언에 따라 입증된 구원자(그리스도, 크라이스트)라는 것이다. 이것은 또한 신약성서의 믿음에 포함되는 내용이다. 기독교의 대부분 전통에 의하면 기독교 신앙(믿음)은 예수가 그의 아버지 성령에 의해 부활했음을 믿는다.
정확한 “믿음”이란 단어에 대한 이해는 다양한 기독교 교파의 전통에 따라 다르다. 이러한 차이점에도 불구하고, 기독교인은 보편적으로 예수가 기독교의 중심에 자리하고 있고, 기독교인이 되기 위해 이러한 믿음이 필요하다는 믿음에는 공통점을 보인다. 기독교의 전통은 예수에 대한 믿음이 매우 중심이 되기 때문에 “믿음의 종교”라 불리기도 한다. 신앙 또는 믿음(faith)과 믿음(belief)이란 개념은 기독교인들이 ‘믿는 사람’으로 간주되듯 빈번히 동의어로 여겨진다.

### 이슬람
종교에 강요는 없나니 진리는 암흑으로부터 구별되노라. — 꾸란, 2:256

주님의 뜻이 있었다면 지상에 있는 그들 모두가 믿음을 가졌을수도 있었으리라 그대는 강요하여 백성들로 하여금 믿게하려 하느뇨. — 꾸란, 10:99

너희에게는 너희의 종교가 있고 나에게는 나의 종교가 있을 뿐이라. — 꾸란, 109:6

이슬람에서는 알라를 신으로 섬기며, 경전인 꾸르안에서도 볼 수 있듯 이슬람 사회에서는 신앙과 종교를 소중히 생각하기 때문에 원래 가졌었던 믿음을 배반하는 것이 금지되 배교자를 처형하기도 한다. 그래서 원래부터 무신론이었거나, 다른 종교를 믿고 있었던 타인에게 개종을 강요하는 행위도 금지하기도 한다.

### 불교
불교의 교학에 따르면 믿음(信)은 그 정의가 단순히 특정한 교의 또는 존재를 '믿는 것'은 아니다.
부파불교와 대승불교의 믿음(信)에 대한 정의와 설명들에서 다른 공통되는 사항은, 믿음(信)은 모든 선(善)한 마음(6식 또는 8식, 즉 심왕, 즉 심법)과 항상 함께 일어나는 마음작용(심소법)이며, 마음(6식 또는 8식, 즉 심왕, 즉 심법)을 맑고 깨끗하게 하는 마음작용이며, 열반에 이르는 길로서의 불도(佛道)로 들어가는 첫걸음이 되는 마음작용이라는 것이다.

## 같이 보기
- 믿음

## 참고 문헌
- 세우 지음, 현장 한역, 송성수 번역 (K.949, T.1542). 《아비달마품류족론》. 한글대장경 검색시스템 - 전자불전연구소 / 동국역경원. K.949(25-149), T.1542(26-692). [깨진 링크(과거 내용 찾기)]
- 세친 지음, 현장 한역, 권오민 번역 (K.955, T.1558). 《아비달마구사론》. 한글대장경 검색시스템 - 전자불전연구소 / 동국역경원. K.955(27-453), T.1558(29-1). [깨진 링크(과거 내용 찾기)]
- 세친 지음, 현장 한역, 송성수 번역 (K.618, T.1612). 《대승오온론》. 한글대장경 검색시스템 - 전자불전연구소 / 동국역경원. K.618(17-637), T.1612(31-848). [깨진 링크(과거 내용 찾기)]
- 안혜 지음, 지바하라 한역, 조환기 번역 (K.619, T.1613). 《대승광오온론》. 한글대장경 검색시스템 - 전자불전연구소 / 동국역경원. K.619(17-641), T.1613(31-850). [깨진 링크(과거 내용 찾기)]
- 운허.  동국역경원 편집, 편집. 《불교 사전》. 2016년 3월 6일에 원본 문서에서 보존된 문서. 2013년 2월 16일에 확인함.
- (중국어) 星雲. 《佛光大辭典(불광대사전)》 3판. 2011년 3월 19일에 원본 문서에서 보존된 문서. 2012년 9월 26일에 확인함.
- (중국어) 세우 조, 현장 한역 (T.1542). 《아비달마품류족론(阿毘達磨品類足論)》. 대정신수대장경. T26, No. 1542, CBETA. [깨진 링크(과거 내용 찾기)]
- (중국어) 세친 조, 현장 한역 (T.1612). 《대승오온론(大乘五蘊論)》. 대정신수대장경. T31, No. 1612, CBETA. 2015년 9월 23일에 원본 문서에서 보존된 문서. 2013년 2월 16일에 확인함.
- (중국어) 안혜 조, 지바하라 한역 (T.1613). 《대승광오온론(大乘廣五蘊論)》. 대정신수대장경. T31, No. 1613, CBETA. 2014년 5월 22일에 원본 문서에서 보존된 문서. 2013년 2월 16일에 확인함.